# Silvia Ruotolo
Silvia Ruotolo (Napoli, 18 gennaio 1958 – Napoli, 11 giugno 1997) è stata una donna italiana vittima innocente della Camorra.

## Biografia
Silvia Ruotolo fu assassinata all'età di 39 anni l'11 giugno del 1997 a Napoli, mentre tornava nella sua casa di salita Arenella, nel quartiere Arenella, dopo essere andata a prendere a scuola il figlio Francesco, di 5 anni. A guardarla dal balcone c'era l'altra figlia Alessandra, che all'epoca aveva 10 anni.
Il commando di camorra che sparò all'impazzata aveva come obiettivo Salvatore Raimondi, affiliato al clan Cimmino, avversario del clan Alfano. Furono sparati quaranta proiettili che, oltre a uccidere Salvatore Raimondi e a ferire Luigi Filippini, raggiunsero Silvia Ruotolo - che era in strada con il figlio - alla tempia, uccidendola sul colpo. La collaborazione con la polizia di uno dei killer, Rosario Privato, risultò decisiva per l'individuazione del gruppo di fuoco.
Rosario Privato fu arrestato il 24 luglio dello stesso anno mentre era in vacanza al mare in Calabria.
L'assassinio di Silvia Ruotolo ebbe grande risalto mediatico e contribuì alla crescita della consapevolezza sulla gravità del fenomeno camorristico.
Silvia Ruotolo era cugina di Sandro Ruotolo, giornalista della Rai ed abituale collaboratore di Michele Santoro, e del fratello gemello di quest'ultimo, Guido Ruotolo, giornalista de La Stampa.

## Esiti del Processo
L'11 febbraio 2001 la quarta sezione della Corte d'Assise di Napoli ha condannato all'ergastolo i responsabili della strage: il boss Giovanni Alfano, Vincenzo Cacace, Mario Cerbone, Raffaele Rescigno (l'autista del commando) e Rosario Privato (successivamente pentitosi dopo l'omicidio).

## Il Comitato Silvia Ruotolo
L'11 luglio 2007, la dodicesima sezione del Tribunale Civile di Napoli decretò un "significativo risarcimento" per i familiari di Silvia Ruotolo, che nelle volontà del comitato Silvia Ruotolo e dell'associazione Libera, servirà per finanziare la costituzione di una fondazione intitolata a Silvia Ruotolo, dedicata ai ragazzi a rischio.
Il Comitato Silvia Ruotolo, presieduto da Lorenzo Clemente, marito di Silvia, è estremamente attivo nell'impegno per la legalità e contro la Camorra.
A Piazza Medaglie D'Oro a Napoli, su una lapide nei giardinetti c'è una targa intitolata a Silvia Ruotolo, dove ogni 11 giugno i familiari e la società civile si riuniscono e depongono i fiori per commemorare Silvia Ruotolo,  innocente vittima della camorra.
Il 25 settembre 2012, il consiglio comunale di Napoli ha approvato, votando all'unanimità, la proposta di intitolare la strada Salita Arenella a Silvia Ruotolo.
Nel 2013 il sindaco di Napoli Luigi de Magistris nomina Alessandra Clemente, figlia di Silvia Ruotolo, assessore comunale alle Politiche Giovanili, Innovazione e Creatività.